# Sansevieria pedicellata
Sansevieria pedicellata là một loài thực vật có hoa trong họ Măng tây. Loài này được la Croix mô tả khoa học đầu tiên năm 2004.

## Hình ảnh

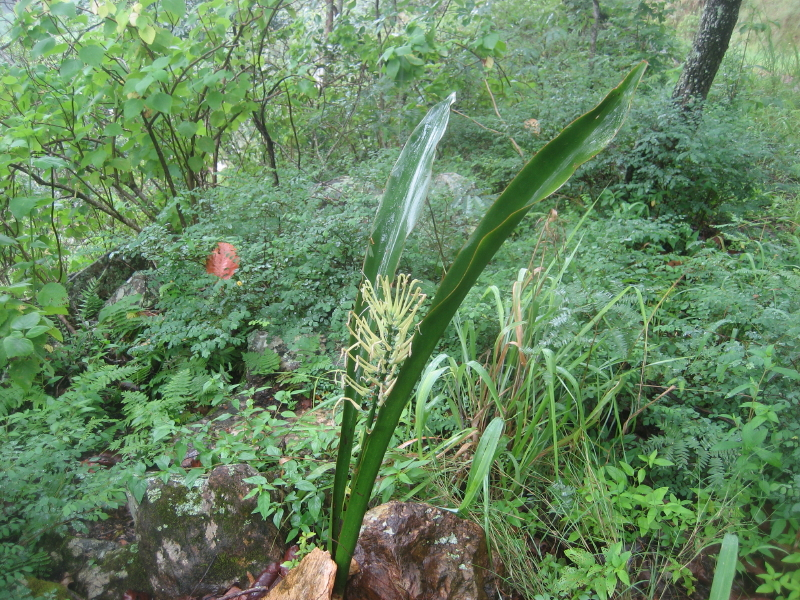
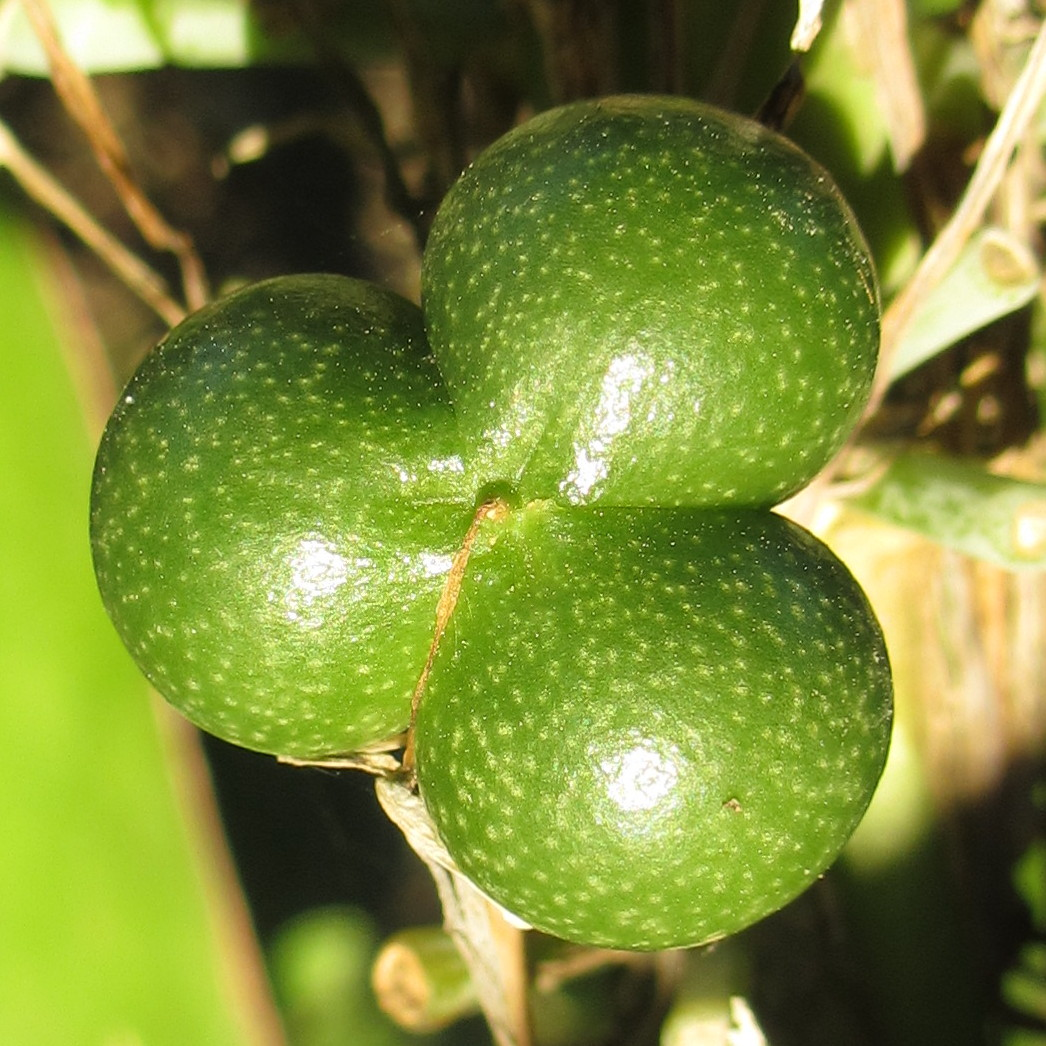
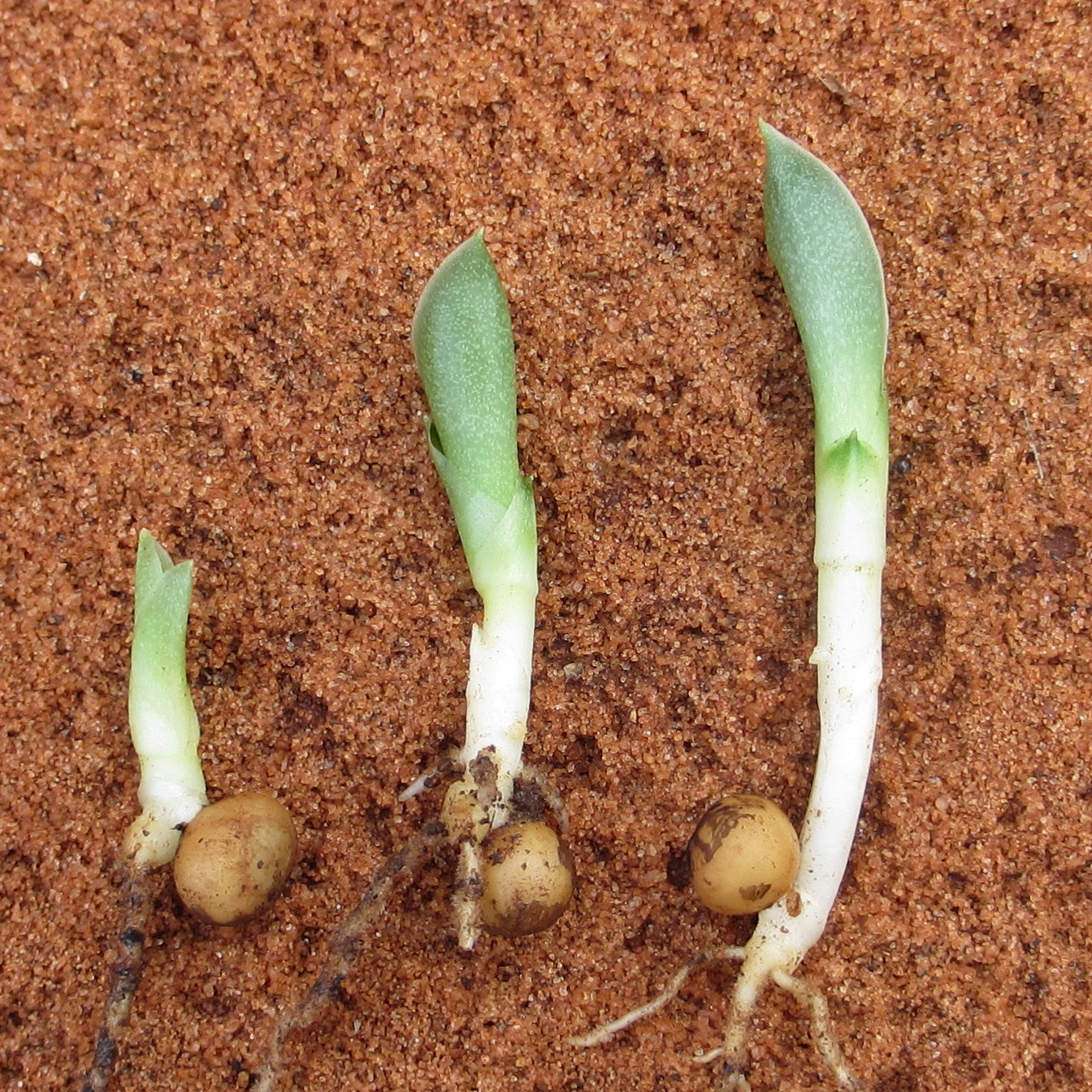
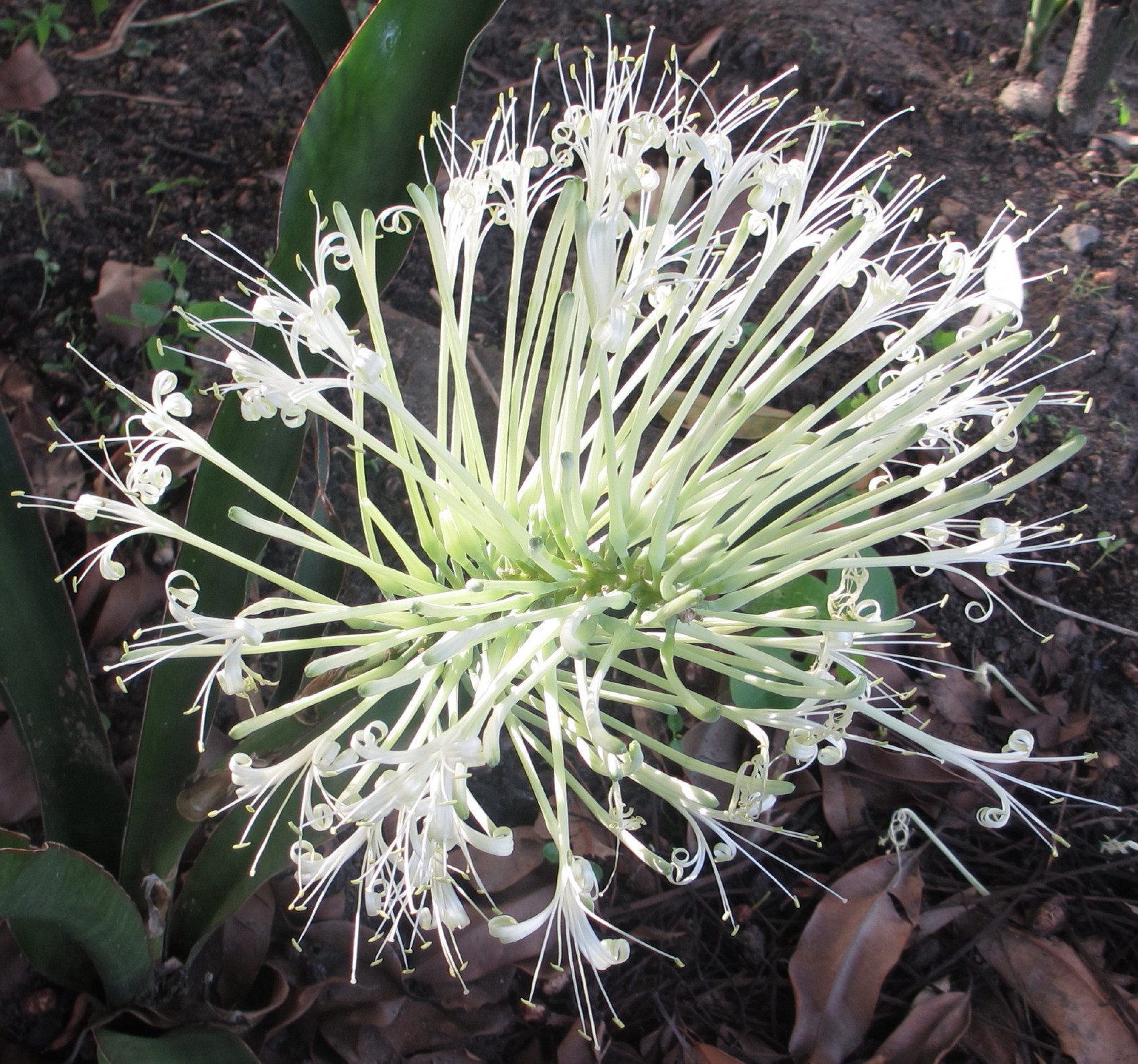